# Emilio Largo
Emilio Largo is een personage uit de James Bond-roman Thunderball (1961) van de Engelse schrijver Ian Fleming en uit de gelijknamige verfilming uit 1965. De rol werd vertolkt door de Italiaanse acteur Adolfo Celi.

## Roman
In de roman was Largo een Italiaan en nr. 1 van de terroristische organisatie SPECTRE, onder leiding van Ernst Stavro Blofeld. Largo overzag de uitvoering van SPECTRE's plan OMEGA. Largo had twee verblijfplaatsen: het ene is een groot huis in Nassau waarnaast hij een zwembad heeft met haaien, en zijn tweede is het jacht Disco Volante (Vliegende Schotel), dat wordt gebruikt voor het plan van SPECTRE.
Largo weet de Italiaanse piloot Giuseppe Petacchi om te kopen om met SPECTRE's plan mee te werken. Petacchi laat een vliegtuig van de NAVO, met twee kernbommen aan boord, neerstorten in de zee rondom de Bahama's. Nadat de diefstal geslaagd is, verraadt Largo Petacchi en laat hem vermoorden.
SPECTRE eist hierna  100 miljoen Britse pond. James Bond krijgt hierop opdracht naar Nassau te vertrekken om dit uit te zoeken. Bond krijgt als eerst te maken met Largo's maîtresse Dominetta (Domino) Vitali die verblijft op Largo's jacht. Maar als Bond Largo in een casino ontmoet vertelt Domino hem dat zij de zus is van Giuseppe Petacchi. Bond ontdekt hierna al snel dat Petacchi vermoord is door Largo's organisatie.
Largo betrapt zijn eigen maîtresse uiteindelijk op spioneren op de Disco Volante en martelt haar met een sigaar en ijsblokjes. Terwijl Bond en Largo onder water in gevecht raken ontsnapt Domino door een patrijspoort, waarna ze Largo achterna zwemt en hem met een harpoen in zijn nek schiet.

## De filmThunderball
In de eerste verfilming van het boek wordt Largo gespeeld door Adolfo Celi. Zijn stem werd nagesynchroniseerd door Robert Rietti. Largo's rol in de film verschilt niet echt van die in de roman. Alleen is hij daar SPECTRE's nr. 2 en is Ernst Stavro Blofeld nr. 1 van de organisatie. (In de films zijn de nummers op hiërarchische volgorde, in de boeken op willekeur.) Petacchi komt niet voor in de film, maar is vervangen door de dubbelganger Angelo Palazzi, die Domino's broer (Major François Derval) vermoordde. Largo heeft in de film een aantal handlangers waaronder Fiona Volpe. In de film draagt Largo een ooglapje, terwijl hij in het boek zijn beide ogen nog heeft. Ook is Largo's einde iets anders: hij slaagt erin om aan het gevecht te ontkomen, waarna hij weer aan boord van de Disco Volante klimt. Bond volgt hem echter en valt aan, terwijl het schip op volle toeren langs de riffen scheert. Uiteindelijk krijgt Largo Bond onder schot, maar schiet Domino hem met een harpoen in de rug. Voordat hij sterft saboteert Largo de stuurinrichting nog, zodat het jacht op de rotsen vaart.

## Handlangers
- Vargas
- Janni
- Count Lippe
- Fiona Volpe
- Colonel Jacques Bouvar
- Ladislav Kutze
- Angelo Palazzi
- Quist

## Never Say Never Again
In de film Never Say Never Again, een remake van Thunderball, is het personage omgedoopt tot Maximilian Largo en wordt de rol gespeeld door Klaus Maria Brandauer. In deze film is Largo weer Nummer 1 en is hij in 1945 geboren in Boekarest. Largo's jacht heet in deze film The Flying Saucer (een Engelse vertaling van de naam uit het boek) en in plaats van een villa heeft hij een Moors kasteel in Noord-Afrika. Largo dreigt met de gestolen kernbommen een aanslag te plegen op een groots doelwit, bijvoorbeeld het Witte Huis, tenzij SPECTRE 100 miljoen pond krijgt. Maar in werkelijkheid wil hij de Arabische olievelden aanvallen. In het onderwatergevecht aan het slot van de film schiet Domino hem in de nek met een harpoen.